# Bartang
Le Bartang, appelé Murghab dans son cours moyen (du persan مرغاب signifiant « rivière des canards » puis adapté du russe Мургаб - également orthographié Murgab, Murghob, ou Murgob), et connu également dans son cours supérieur comme Aksu ou Oksu, est une rivière d'Afghanistan et du Tadjikistan. C'est un affluent du Piandj en rive droite, donc de l'Amou-Daria, par le Piandj.

## Géographie
L' « Aksu-Murghab-Bartang » s'écoule du lac Chaqmaqtin au nord-est du corridor du Wakhan situé à l'extrême nord-est de l'Afghanistan, puis bifurque au nord dans le Tadjikistan, laissant à l'est la frontière avec la Chine. Dans la même haute vallée qui est le Petit Pamir naît du Lac Chaqmaqtin à 4000 m d'altitude, en sens inverse, le Wakhan-Daria, cours supérieur du Piandj.
L'Aksu effectue la plus grande partie de son parcours en territoire tadjik. S'incurvant progressivement vers le nord-ouest puis l'ouest, il baigne la petite ville de Murghab, dont il prend alors le nom.
Poursuivant son cours vers l'ouest par une vallée plus encaissée, le Murghab forme le lac Sarez puis, peu après, reçoit en rive droite les eaux du Kudara et porte dès lors le nom de Bartang. Il finit sa course en confluent avec le Piandj en rive droite, au niveau de la frontière entre l'Afghanistan et le Tadjikistan.
Le Murghab est l'axe central de la région autonome du Haut-Badakhchan mais ne constitue nullement une voie de passage. Toute la partie « Murghab » est difficile d'accès, encore plus depuis que le lac Sarez a inondé la vallée sur près d'une soixantaine de kilomètres. 
Seuls ses cours supérieur (Aksu) et inférieur (Bartang) sont bordés de routes. L'amont de l'Aksu était avec la vallée du Wakhan-Daria un passage qui reliait l'Afghanistan à la Chine (route du Petit Pamir), et probablement, selon Nicolas Sévertzov, le chemin emprunté par Marco Polo et ses parents vers 1273, décrit dans son livre sous le nom de Pamier.

## Formation du lac Sarez
Le 18 février 1911, un important tremblement de terre (estimé entre 8 et 9 sur l'échelle de Richter) cause un énorme glissement de terrain dans la vallée du Murghab, qui barre alors totalement son cours, anéantissant tout un village. Le volume de terre effondrée est estimée à deux kilomètres cubes de roches. Ceci forme un barrage naturel, appelé barrage d'Usoi. Dans les mois qui suivent les eaux du Murghab remplissent l'importante cuvette située en amont du barrage naturel d'Usoi et forment ainsi l'actuel lac Sarez, qui mesure pas moins de soixante kilomètres de long dans la vallée du Murghab et contient dix-sept kilomètres cubes d'eau (soit plus de six mois de débit du Piandj). Son plan d'eau se trouve à 3 239 mètres d'altitude.
Les géologues sont d'avis que ce barrage pourrait être instable et s'effondrer durant un fort tremblement de terre à venir. On ne peut perdre de vue que, peu en aval de l'Usoi, le Murghab devient le Bartang, dont les eaux se jettent dans le Piandj, puis dans l'Amou-Daria et que toutes ces vallées sont très peuplées. Ce serait indiscutablement une catastrophe majeure.
Une analyse globale des risques a été effectuée par la société suisse Stucky dans le cadre d'un projet financé par la Banque mondiale et la Suisse. Les résultats de cette analyse ont été présentés au Symposium de l'IAHR de Saint-Pétersbourg en 2002 et lors du congrès de la Commission internationale des grands barrages à Barcelone en 2006.

## Homonymie
- Il existe aussi une rivière de même nom en Afghanistan et au Turkménistan : voir Murghab (Afghanistan).